# 水曜会 (社会主義団体)
水曜会（すいようかい）は、1921年（大正10年）8月頃から1923年3月頃までの時期に活動していた山川均を中心とする社会主義団体である。

## 概要
1921年5月、日本社会主義同盟が内部対立と当局の弾圧により解散した後、各地で分散的に形成された社会主義者の小グループの一つである。
山川のほかには高橋貞樹・徳田球一など、後の第一次共産党に結集する若手の活動家たちが参加していたことから、日本共産党の源流の一つとみなされている。

## 沿革
1921年の社会主義者同盟の解散後、発起人の一人であった山川均は、それまで山崎今朝弥らの平民大学により発行されていた雑誌『社会主義研究』の刊行を引き受け、その結果、東京・大森の自宅には、同年8月ころから西雅雄ら同誌の編集関係者たちが、山川の在宅日である水曜日に集まるようになった。
自然発生的に始まった会合は定例会の曜日にちなんで水曜会と呼ばれ、山川を中心に、西雅雄・田所輝明・上田茂樹・高橋貞樹らが世話役となり、研究会には渡辺政之輔・川合義虎・徳田球一・黒田寿男・井之口政雄らの若い学生・労働者たちが参加した。同年9月以降、会は堺利彦『なまけ者と社会主義』に始まる「水曜会パンフレット」を続々と発刊し、一躍社会に広く知られるようになった。さらに翌1922年1月には、山川ほか田所・上田ら水曜会中心メンバーが発起人となり、あらたな社会主義雑誌として『前衛』を創刊、同誌は事実上の水曜会機関誌となった。
また『前衛』創刊と同時期の1922年1月、徳田球一は会を代表して、社会主義政権下のロシアで開催された極東諸民族大会に出席、ここでの決議に従い共産党の建設に務め、同年7月とされる（第一次）共産党の「創立」に際しては会のメンバーの多くが参加した。この結果、水曜会グループにより編集される『前衛』『社会主義研究』は党の機関誌とされた。
翌1923年4月、『前衛』『社会主義研究』『無産階級』などの諸雑誌が共産党機関誌『赤旗』（せっき）に統合されることが決定されると、水曜会自体も消滅した。

## 関連文献
- 松尾尊兊 「水曜会」『日本近現代史辞典』 東洋経済新報社、1978年
- 神田文人 「水曜会」『国史大辞典』第8巻 吉川弘文館、1987年